# Jharay Russell
Pas d'image ? Cliquez ici

a Compétitions nationales et continentales officielles uniquement.

Jharay Russell, né le 13 juillet 1974 à Plymouth (Angleterre), est un joueur anglais de rugby à XV évoluant au poste de troisième ligne centre.

## Biographie
Jharay Russell est né en Angleterre, mais s'installe en France avec sa famille à l'âge de trois ans. Il joue toute sa carrière professionnelle avec le Montpellier RC, jusqu'en 2007,. Il participe à l'obtention des titres de Pro D2 en 2003 et du Bouclier européen 2004,.
Il commence sa carrière d'entraîneur avec Montpellier en 2008, prenant en charge d'abord la défense, puis le rôle de team manager. En 2014, il rejoint le ROC La Voulte-Valence en tant qu'entraîneur principal. Il reste en place jusqu'à la disparition du club en 2016. Il entraîne ensuite l'AS Bédarrides Châteauneuf-du-Pape, le CO Berre et le RC Aubenas Vals.

## Palmarès

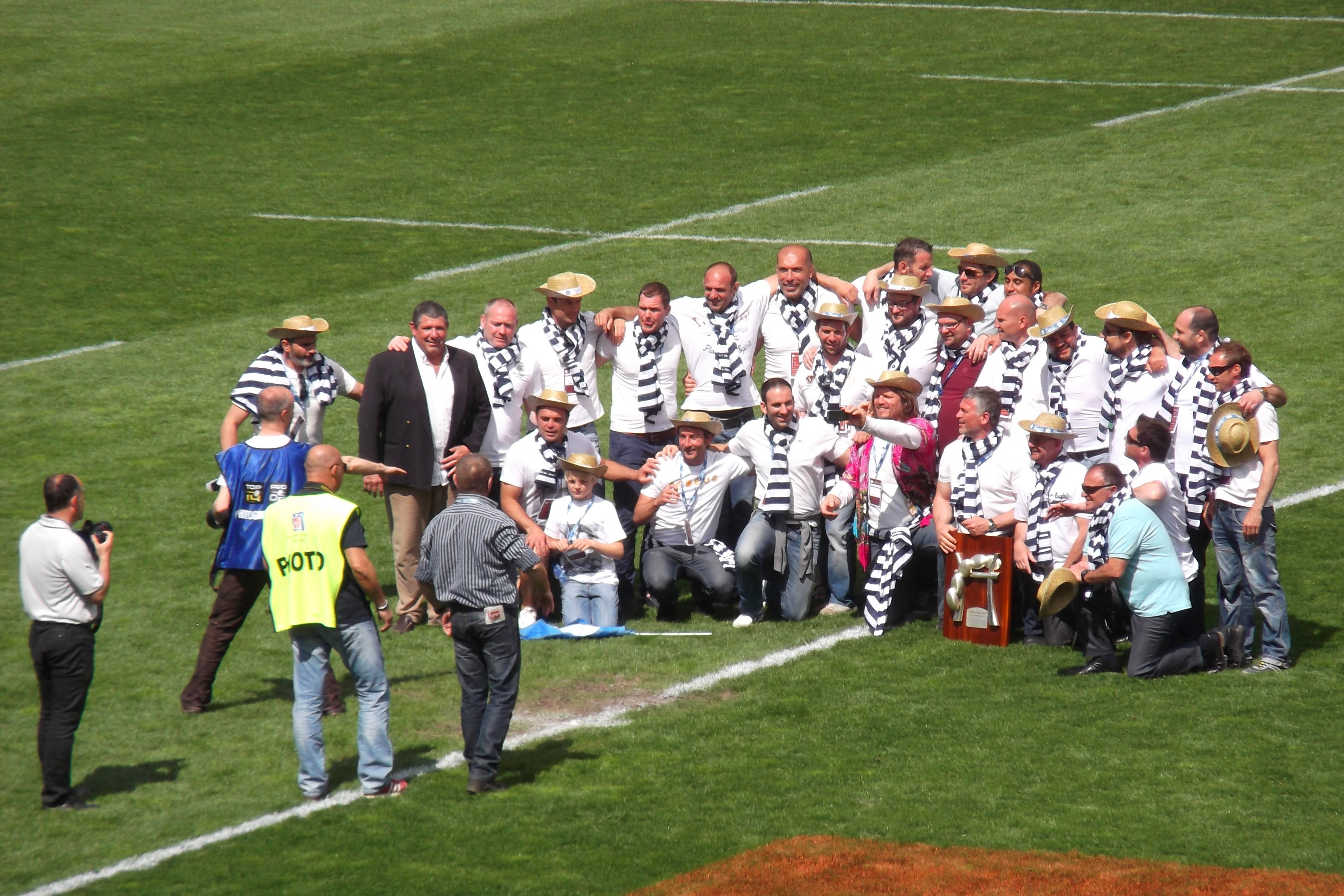
Les anciens de 2002-2003 du Montpellier Hérault rugby en mai 2013.

- Vainqueur du Championnat de France de 2e division en 2003 avec le Montpellier RC.
- Vainqueur du Bouclier européen en 2004 avec le Montpellier RC.